# Giải Máy quay Vàng
Giải Máy quay Vàng (tiếng Pháp: Caméra d'Or; tiếng Anh: Golden Camera) là giải thưởng của Liên hoan phim Cannes dành cho bộ phim điện ảnh đầu tay xuất sắc nhất được trình chiếu tại một trong các hạng mục lựa chọn của Cannes (Tranh giải chính thức, Directors' Fortnight hoặc Tuần phê bình phim quốc tế). Giải thưởng (do Gilles Jacob lập ra vào năm 1978) được trao trong lễ bế mạc Liên hoan bởi một ban giám khảo độc lập.

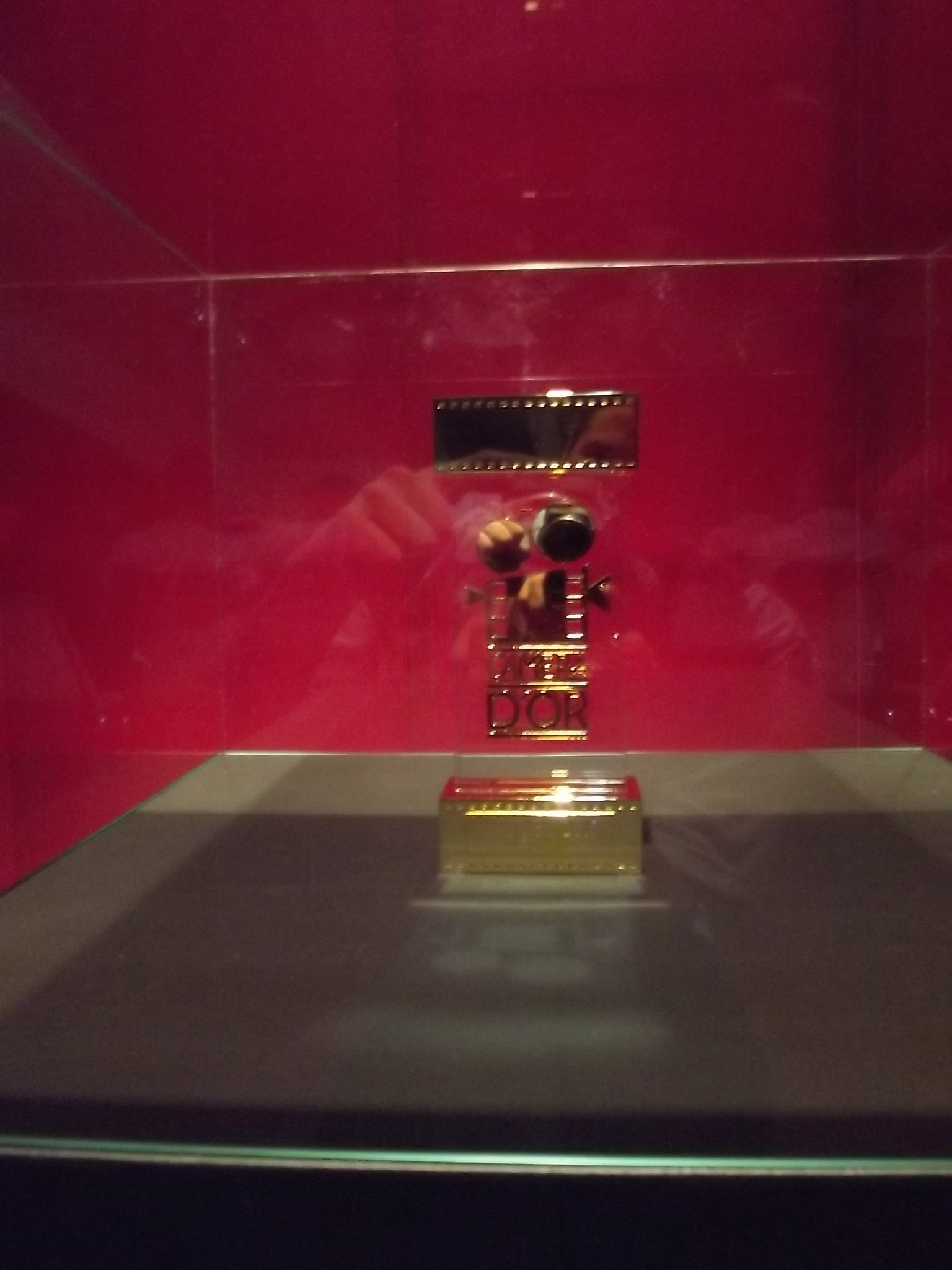
Chiếc cúp được trao cho phim La tierra y la sombra được trưng bày tại Bảo tàng La Tertulia.

## Tiêu chí
Luật xác định rằng bộ phim đầu tiên là "phim điện ảnh đầu tiên được trình chiếu tại rạp (bất kể định dạng nào; loại hình hư cấu, phim tài liệu hoặc hoạt hình) có thời lượng từ 60 phút trở lên, của một đạo diễn chưa từng thực hiện một bộ phim nào khác có thời lượng từ 60 phút trở lên và phát hành chiếu rạp." Những đạo diễn trước đây chỉ làm phim luận án sinh viên hoặc phim điện ảnh truyền hình vẫn có thể tranh giải ở hạng mục này. Mục đích đã nêu là một bộ phim "có chất lượng nhấn mạnh nhu cầu phải động viên đạo diễn thực hiện bộ phim thứ hai".

## Danh sách tác phẩm đoạt giải
| Năm  | Tựa phim tiếng Anh              | Tựa gốc                                           | Đạo diễn                                              |
| ---- | ------------------------------- | ------------------------------------------------- | ----------------------------------------------------- |
| 1978 | Alambrista!                     | Alambrista!                                       | Robert M. Young (Hoa Kỳ)                              |
| 1979 | Northern Lights                 | Aurora Boreal                                     | John Hanson, Rob Nilsson (Hoa Kỳ)                     |
| 1980 | Adrien's Story                  | Histoire d'Adrien                                 | Jean-Pierre Denis (Pháp)                              |
| 1981 | Desperado City                  | Desperado City                                    | Vadim Glowna (Tây Đức)                                |
| 1982 | Half a Life                     | Mourir à 30 ans                                   | Romain Goupil (Pháp)                                  |
| 1983 | The Princess                    | Adj király katonát                                | Pál Erdőss (Hungary)                                  |
| 1984 | Stranger Than Paradise          | Stranger Than Paradise                            | Jim Jarmusch (Hoa Kỳ)                                 |
| 1985 | Oriane                          | Oriana                                            | Fina Torres (Venezuela)                               |
| 1986 | Noir et Blanc                   | Noir et Blanc                                     | Claire Devers (Pháp)                                  |
| 1987 | Robinson Crusoe in Georgia      | Robinzoniada, anu chemi ingliseli Papa            | Nana Dzhordzhadze (Liên Xô)                           |
| 1988 | Salaam Bombay!                  | Salaam Bombay!                                    | Mira Nair (Ấn Độ)                                     |
| 1989 | My 20th Century                 | Az én XX. századom                                | Ildikó Enyedi (Hungary)                               |
| 1990 | Freeze Die Come to Life         | Замри, умри, воскресни! (Zamri, umri, voskresni!) | Vitali Kanevsky (Liên Xô)                             |
| 1991 | Toto the Hero                   | Toto le Héros                                     | Jaco Van Dormael (Bỉ)                                 |
| 1992 | Mac                             | Mac                                               | John Turturro (Hoa Kỳ)                                |
| 1993 | The Scent of Green Papaya       | Mùi đu đủ xanh                                    | Trần Anh Hùng (Pháp)                                  |
| 1994 | Coming to Terms with the Dead   | Petits arrangements avec les morts                | Pascale Ferran (Pháp)                                 |
| 1995 | The White Balloon               | بادکنک سفيد (Badkonake sefid)                     | Jafar Panahi (Iran)                                   |
| 1996 | Love Serenade                   | Love Serenade                                     | Shirley Barrett (Úc)                                  |
| 1997 | Suzaku                          | 萌の朱雀 (Moe no Suzaku)                          | Kawase Naomi (Nhật Bản)                               |
| 1998 | Slam                            | Slam                                              | Marc Levin (Hoa Kỳ)                                   |
| 1999 | Throne of Death                 | Marana Simhasanam                                 | Murali Nair (Ấn Độ)                                   |
| 2000 | Djomeh                          | Djomeh                                            | Hassan Yektapanah (Iran)                              |
| 2000 | A Time for Drunken Horses       | زمانی برای مستی اسب‌ها (Zamani barayé masti asbha) | Bahman Ghobadi (Iran)                                 |
| 2001 | Atanarjuat: The Fast Runner     | Atanarjuat: The Fast Runner                       | Zacharias Kunuk (Canada)                              |
| 2002 | Seaside                         | Bord de mer                                       | Julie Lopes-Curval (Pháp)                             |
| 2003 | Reconstruction                  | Reconstruction                                    | Christoffer Boe (Đan Mạch)                            |
| 2004 | Or (My Treasure)                | Or                                                | Keren Yedaya (Israel)                                 |
| 2005 | Me and You and Everyone We Know | Me and You and Everyone We Know                   | Miranda July (Hoa Kỳ)                                 |
| 2005 | The Forsaken Land               | සුළඟ එනු පිණිස (Sulanga Enu Pinisa)                   | Vimukthi Jayasundara (Sri Lanka)                      |
| 2006 | 12:08 East of Bucharest         | A fost sau n-a fost?                              | Corneliu Porumboiu (Romania)                          |
| 2007 | Jellyfish                       | מדוזות (Meduzot)                                  | Etgar Keret, Shira Geffen (Israel)                    |
| 2008 | Hunger                          | Hunger                                            | Steve McQueen (Liên hiệp Anh)                         |
| 2009 | Samson and Delilah              | Samson and Delilah                                | Warwick Thornton (Úc)                                 |
| 2010 | Leap Year                       | Año Bisiesto                                      | Michael Rowe (Mexico)                                 |
| 2011 | Las Acacias                     | Las acacias                                       | Pablo Giorgelli (Argentina)                           |
| 2012 | Beasts of the Southern Wild     | Beasts of the Southern Wild                       | Benh Zeitlin (Hoa Kỳ)                                 |
| 2013 | Ilo Ilo                         | Ilo Ilo                                           | Anthony Chen (Singapore)                              |
| 2014 | Party Girl                      | Party Girl                                        | Marie Amachoukeli, Claire Burger, Samuel Theis (Pháp) |
| 2015 | Land and Shade                  | La tierra y la sombra                             | César Augusto Acevedo (Colombia)                      |
| 2016 | Divines                         | Divines                                           | Houda Benyamina (Pháp)                                |
| 2017 | Montparnasse Bienvenue          | Jeune femme                                       | Léonor Serraille (Pháp)                               |
| 2018 | Girl                            | Girl                                              | Lukas Dhont (Bỉ)                                      |
| 2019 | Our Mothers                     | Our Mothers                                       | César Diaz (Guatemala)                                |
| 2021 | Murina                          | Murina                                            | Antoneta Alamat Kusijanović (Croatia)                 |
| 2022 | War Pony                        | War Pony                                          | Riley Keough, Gina Gammell (Hoa Kỳ)                   |
| 2023 | Inside the Yellow Cocoon Shell  | Bên trong vỏ kén vàng                             | Phạm Thiên Ân (Việt Nam)                              |

## Caméra d'Or—Mention Spéciale
Ở một số năm, một vài phim không đoạt giải đã được trao tặng đặc biệt vì chất lượng xuất sắc dưới dạng phim nhựa đầu tiên tại Cannes. Giải còn được gọi là Caméra d'Or — Mention, Caméra d'Or — Mention d'honneur, Caméra d'Or — Special Distinction.
| Năm  | Tựa tiếng Anh              | Tựa gốc                 | Quốc tịch   | Đạo diễn                   |
| ---- | -------------------------- | ----------------------- | ----------- | -------------------------- |
| 1989 | Waller's Last Trip         | Wallers letzter Gang    | Đức         | Christian Wagner           |
| 1989 | The Birth                  | പിറവി (Piravi)            | Ấn Độ       | Shaji N. Karun             |
| 1990 | Time of the Servants       | Čas sluhů               | Tiệp Khắc   | Irena Pavlásková           |
| 1990 | Farendj                    | Farendj                 | Pháp        | Sabine Prenczina           |
| 1991 | Proof                      | Proof                   | Úc          | Jocelyn Moorhouse          |
| 1991 | Sam & Me                   | Sam & Me                | Ấn Độ       | Deepa Mehta                |
| 1993 | Friends                    | Friends                 | Nam Phi     | Elaine Proctor             |
| 1994 | The Silences of the Palace | Samt el qusur           | Tunisia     | Moufida Tlatli             |
| 1995 | Denise Calls Up            | Denise Calls Up         | Hoa Kỳ      | Hal Salwen                 |
| 1997 | The Life of Jesus          | La Vie de Jésus         | Pháp        | Bruno Dumont               |
| 2002 | Japón                      | Japón                   | Mexico      | Carlos Reygadas            |
| 2003 | Osama                      | Osama                   | Afghanistan | Siddiq Barmak              |
| 2004 | Passages                   | Lu Cheng                | Trung Quốc  | Trương Văn Quân            |
| 2004 | Bitter Dream               | Khab-e talkh            | Iran        | Mohsen Amiryoussef         |
| 2007 | Control                    | Control                 | Hà Lan      | Anton Corbijn              |
| 2008 | Everybody Dies but Me      | Vse umrut, a ya ostanus | Nga         | Valeriya Gai Germanika     |
| 2009 | Ajami                      | Ajami                   | Israel      | Scandar Copti, Yaron Shani |